# Jour du drapeau (Argentine)
 (août 2025).
Si vous disposez d'ouvrages ou d'articles de référence ou si vous connaissez des sites web de qualité traitant du thème abordé ici, merci de compléter l'article en donnant les références utiles à sa vérifiabilité et en les liant à la section « Notes et références ».
Pour les articles homonymes, voir Jour du drapeau.
Le jour du drapeau (en espagnol : día de la Bandera) est une fête nationale argentine commémorant le 20 juin de chaque année le drapeau national. Il s'agit d'un jour férié observé par l'État fédéral (en français : État fédéral). En plus du drapeau, cette date commémore son créateur, Manuel Belgrano, mort le 20 juin 1820,. La date de cette commémoration est fixée par une loi du 8 juin 1938.

## Histoire

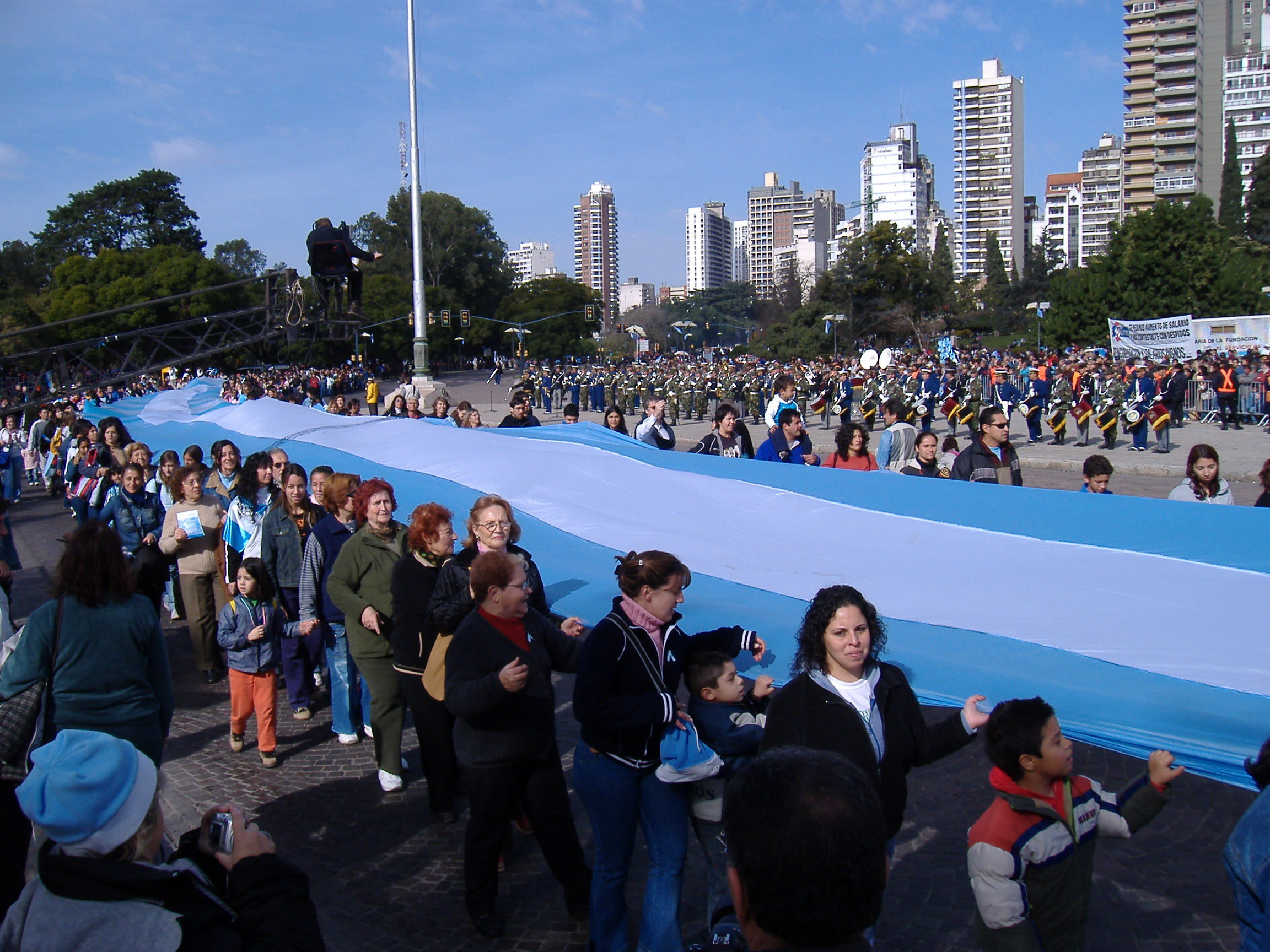
Drapeau le plus long du monde, sorti à l'occasion du jour du drapeau à Rosario.

Le drapeau de l'Argentine est créé le 27 février 1812 au cours de la guerre d'indépendance des Provinces-Unies du Río de la Plata. Les troupes militaires sous les ordres de Manuel Belgrano commencent à utiliser une cocarde bicolore bleue ciel et blanche (couleurs adoptées par les rubans et insignes utilisées par les militants de la révolution de Mai). Manuel Belgrano explique dans un rapport officiel qu'il éviter l'usage du rouge « pour éviter des confusions » avec l'armée contre-révolutionnaire qui utilisait cette couleur. Le 13 février 1812, Belgrano propose à la Première Junte d'adopter la cocarde nationale pour les soldats. Dix jours plus tard, le 16 février 1812, elle supprime l'utilisation de la cocarde rouge au profit de la blanche et céleste.
Les couleurs de la cocarde, puis celles du drapeau, étaient déjà utilisées par les membres de la Sociedad Patriótica (groupe politique et littéraire de civils et militaires qui adhérait aux idée de Mariano Moreno), d'abord membres de la Première Junte puis ensuite dans l'opposition. Le premier triumvirat choisit donc le céleste et blanc pour la cocarde mais avec une disposition différente de celle utilisée par la société. En effet, cette dernière les dispose avec deux bandes célestes séparées par une bande blanche et le triumvirat les dispose en deux bandes blanches séparées par une bande céleste.
Près de Macha, en Bolivie contemporaine, il est estimé qu'il y aurait eu deux drapeaux comme ceux portés par Belgrano jusqu'au Haut-Pérou pendant sa campagne militaire. L'un a la bande centrale céleste et l'autre blanche. Le Congrès de Tucumán adopte officiellement le drapeau disposé en deux bandes célestes séparées par une bande blanche comme symbole des Provinces-Unies du Río de la Plata le 20 juillet ou le 25 juillet 1816, soit une dizaine de jours après la signature de la déclaration d'indépendance le 9 juillet 1816.
En 1818, le Directeur suprême des Provinces-Unies du Río de la Plata, Juan Martín de Pueyrredón affine le drapeau en lui ajoutant en son centre le Sol de Mayo (représentation de Inti, dieu inca du Soleil), symbole de la révolution de Mai. Ce soleil est celui qui apparaissait sur la première monnaie nationale frappée par l'Assemblée de l'an XIII qui rayonne avec 32 rayons flamboyants. Jusqu'en 1985, le drapeau avec le soleil était le drapeau principal de la Nation, il est hissé seulement sur les bâtiments publics et de l'Armée. Les particuliers utilisaient quant à eux le drapeau sans le soleil. En 1985, le parlement adopte une loi qui prévoit que tous les drapeaux doivent arborer le Sol de Mayo.

## Modalités de célébration
Le 20 juin 1957, 14 ans après la loi du 8 juin 1938, le Monument national au Drapeau est inauguré par le général Pedro Eugenio Aramburu, alors président. De nombreuses activités sont organisées en amont et en aval de l'inauguration. Toute la population argentine participe alors. L'inauguration se conclut avec un défilé militaire.
Le cœur de la commémoration du jour du drapeau se situe au Monument national au drapeau à Rosario, Santa Fe. Il s'agit précisément du lieu sur lequel le drapeau est hissé pour la première fois. Le Président dirige la commémoration qui est suivie par des membres des forces armées, des vétérans de la guerre des Malouines, des représentants de la police, et plusieurs organisations civiles.
Depuis plusieurs années, les Rosarinos confectionne un drapeau, qui est le plus long du monde. Il sort chaque année le jour du drapeau au cours d'un défilé.